# Arnulf Baring
Arnulf Baring (Drezda, 1932. május 8. – Berlin, 2019. március 2.) konzervatív német történész, publicista, eredetileg jogász.

## Életpályája
Berlinben érettségizett 1950-ben, egyetemi tanulmányait Hamburgban, Berlinben a Freie Universität-en, Freiburgban, Párizsban és a New York-i Columbia Egyetemen folytatta. 1969–1976 között a berlini FU politikatudomány-professzora, 1976-1998-as nyugdíjazásáig a jelen történelmének és nemzetközi kapcsolatainak professzora ugyanott.
Baring a berlini parlament egyetemi alapítványa tanácsának elnöke; főként a német nemzettudat torzulásaival foglalkozik. Szerinte a németek elveszítették hazájukat és múltjukat, Németország mint "haza-fogalom" nem létezik többé, s ez a veszteség arra vezethető vissza, hogy az 1960-as évek végétől túlzásba vitték a nemzetiszocializmus időszakával való foglalatosságot. A németek önbizalomhiánya a "tettesek népe" kifejezésben rejlik – vagyis "a bűn a németekben strukturálisan megtalálható". A szülők generációjától való teljes elhatárolódás, a gyökerektől való elszakadás, az irányvesztés, az egyéni és közösségi elszegényedés a gazdasági stagnálás egyik meghatározó oka. A közösség elveszítette mindazokat az erőforrásokat, amelyben előző generációk tapasztalatain keresztül hatottak. További veszély Baring szerint, hogy a bevándorlókkal szemben maguk a németországiak állandóan azt éreztetik, hogy a németnek lenni valami alacsonyabb értékűt jelent; ezért a bevándorlók minimális vágyat éreznek a németországi integráció iránt.

## Művei
- Kanzler, Krisen, Koalitionen, Siedler, Berlin, 2002.
- Es lebe die Republik, es lebe Deutschland! Stationen demokratischer Erneuerung 1949–1999, Deutsche Verlags-Anstalt, Stuttgart, 1999.
- Scheitert Deutschland? Der schwierige Abschied von unseren Wunschwelten, Deutsche Verlags-Anstalt, Stuttgart, 1997.
- Machtwechsel – Die Ära Brandt-Scheel, Deutsche Verlags-Anstalt, Stuttgart, 1982.

## Magyarul
- A kelet-németországi felkelés, 1953. június 17.; AB Független, Bp., 1983 (Kelet-Európa elnyomott munkásfelkelései)